# Afrotethina martinezi
Afrotethina martinezi är en tvåvingeart som beskrevs av Lorenzo Munari 2005. Afrotethina martinezi ingår i släktet Afrotethina och familjen Canacidae.
Artens utbredningsområde är Qatar. Inga underarter finns listade i Catalogue of Life.